# Деменков, Лаврентий Васильевич
Лаврентий Васильевич Деменков (1918—1993) — советский офицер, участник Великой Отечественной войны, Герой Советского Союза (1944). Подполковник КГБ СССР.

## Биография
Лаврентий Деменков родился 15 июля 1918 года в деревне Соколовка (ныне — Чериковский район Могилёвской области Белоруссии) в семье крестьянина. С 1924 года вместе с семьёй проживал в Юргинском районе Новосибирской области. В 1938 году окончил Томский техникум общественного питания. В сентябре 1938 года Деменков был призван на службу в Рабоче-крестьянскую Красную Армию, в январе 1941 года демобилизован. В июле 1941 года он повторно был призван в армию Юргинским районным военкоматом. В 1942 году Деменков окончил ускоренный курс Омского военного пехотного училища. 
С марта того же года — на фронтах Великой Отечественной войны. В 1942-1944 годах воевал в 1063-м стрелковом полку. Принимал участие в боях на Ленинградском и Карельском фронтах. В боях два раза был ранен (тяжелые ранения в декабре 1942 и в мае 1943 годов) и один раз контужен (в бою 12 апреля 1942 года). К июню 1944 года лейтенант Лаврентий Деменков командовал взводом 1063-го стрелкового полка 272-й стрелковой дивизии 4-го стрелкового корпуса 7-й армии Карельского фронта. 
Отличился во время Свирско-Петрозаводской операции. В первый день советского наступления, 21 июня 1944 года, взвод Деменкова под огнём финских войск форсировал реку Свирь в районе города Лодейное Поле Ленинградской области. Когда дорогу атакующим преградили 2 финских дзота с пушечно-пулемётным вооружением, взвод Деменкова заблокировал их. Лично ползком и перебежками добрался до одного из этих дзотов и забросал его гранатами (при этом погибли расчёты финского орудия и пулемёта), после чего поднял взвод в атаку, выбив противника из второй линии траншей и выйдя на дорогу Сортавала — Петрозаводск. Своими действиями обеспечил успех форсирования реки остальным подразделениям. Во время боя за деревню Сармяги 23 июня его взвод оказался в окружении. Несмотря на это, Деменков трижды поднимал взвод в атаку, отбив все удары вражеского батальона. Затем сам повёл бойцов в атаку и ворвался в финские траншеи. Был ранен, но продолжал вести бой до полного закрепления успеха.
Указом Президиума Верховного Совета СССР от 21 июля 1944 года за «образцовое выполнение боевых заданий командования на фронте борьбы с немецкими захватчиками и проявленные при этом мужество и героизм» лейтенант Лаврентий Деменков был удостоен высокого звания Героя Советского Союза с вручением ордена Ленина и медали «Золотая Звезда» за номером 3829.
Вскоре Деменков был назначен командиром стрелковой роты. Участвовал в освобождении Олонца, Видлицы, Салми, Питкяранты. В боях под Питкярантой он получил тяжёлое ранение, лечился в госпитале в Петрозаводске. После окончания войны Деменков работал в органах МГБ/КГБ СССР. В 1959 году он окончил Всесоюзный заочный финансово-экономический институт. В 1960 году в звании подполковника Деменков был уволен в запас. 
Проживал в Воронеже, с 1966 по 1986 года работал в Воронежском научно-исследовательском институте связи старшим инженером, а затем начальником отдела кадров. Также занимался общественной деятельностью. 
Был членом КПСС с 1943 года до её запрета в 1991 году.
Умер 22 ноября 1993 года, похоронен на Коминтерновском кладбище Воронежа.

## Награды
- Герой Советского Союза (21.07.1944)[5]
- Орден Ленина (21.07.1944)
- Орден Отечественной войны 1-й степени (11.03.1985)
- Орден Трудового Красного Знамени (1977)
- Орден Красной Звезды (1.06.1944)[6]
- Медаль «За боевые заслуги» (1945)
- другие медали[3].